# Diecezja Mangochi
Diecezja  Mangochi – diecezja rzymskokatolicka w Malawi. Powstała w 1969 jako apostolska prefektura Fort Johnson. Podniesiona do rangi diecezji w 1973.

## biskupi ordynariusze
- Biskupi diecezjalni
  - Bp Montfort Stima, (od 2013)
  - Bp Alessandro Pagani, S.M.M. (2007– 2013)
  - Bp Luciano Nervi, S.M.M. (2004 – 2005)
  - Bp Alessandro Assolari, S.M.M. (1973 – 2004)
- Prefekci apostolscy
  - Bp Alessandro Assolari, S.M.M. (1969 – 1973)